# Dorcus peyronis
Dorcus peyronis — жук семейства рогачей.

## Описание
Длина тела 20—30 мм. Тело сжатое. Жук чёрный, блестящий, ноги бурые, низ тела покрыт в желтой волосках. Внешний край средних и задних голеней с 2—3 зубцами, голова и переднеспинка блестящие, без шагренировки, как и надкрылья. Лоб с 2 косыми складками, у самцов мало явственными. Надкрылья у вершины с затушеванными косыми штрихами, направленными кнаружи. Голова, края переднеспинки и щиток в грубой пунктировке, виски самцов выдаются сильно, в виде зубца (у самок слабее). Надкрылья в грубых, попарно сближенных, сзади утончающихся точечных бороздках, шов и узкие промежутки бороздок в тонком пунктире, широкие промежутки — в грубом.

## Ареал
Dorcus peyronis был описан из Сирии и южной Турции. Современное распространение включает Болгарию, Грецию, Сирию, Иран, Турцию и Армению.
Впервые для фауны Армении (для долины Аракса) вид привел Э. Рейттер (Reitter, 1892). В дальнейшем вид постоянно включался в состав фауны Армении, однако достоверных находок, подтверждающих обитание этого вида в Закавказье, долгое время не существовало.

## Биология
Обитает в смешанных и широколиственных лесах. Жуки встречаются на коре деревьях, в трухлявых пнях и дуплах. Личинки развиваются в мертвой и гниющей древесине.